# Karel Slanc
Karel Slanc, slovenski publicist, politik in pravnik, * 18. januar 1851, Laško, † 5. september 1916, Novo mesto.

## Življenjepis
Slanc je študiral pravo na Dunaju, leta 1879 pa je v Gradcu še doktoriral. Nato je služboval v Krškem, Mariboru in Ljubljani, po opravljenem pripravništvu pa je leta 1884 na Glavnem trgu v Novem mestu odprl lastno odvetniško pisarno, ki jo je vodil vse do smrti.
Politično se je udejstvoval že od študentskih let naprej, bil pa je zagovornik socializma, kar se je še posebej kazalo v njegovem velikem nasprotovanju klerikalizmu.
Kot publicist je posvečal posebno pozornost socialnim in političnim vprašanjem svojega časa in bil eden prvih časnikarjev, ki je opozarjal na pereče agrarno vprašanje slovenskega in še posebej dolenjskega podeželja. Kot rešitev agrarne krize in posledičnega izseljevanja je zagovarjal idejo zadružništva, čemur je posvetil tudi svojo knjigo z naslovom Zadruga in njen pomen v razvoju človeštva, ki jo je izdal leta 1913.
Pisal je tudi o narodnih, političnih in gospodarskih vprašanjih, kriminaliteti, ljudski ustvarjalnosti, se zavzemal za svobodo tiska in odpravo smrtne kazni. Kritiziral je vpliv germanizacije na slovenskem, zaradi česar so bili njegovi članki večkrat cenzurirani in prepovedani. Večkrat je v svojih člankih opozarjal tudi na nujnost modernizacije šolstva. Objavljal je v časopisih Slovenski narod, Rodoljub, Naši zapiski, Soča, Rdeči prapor, Zarja, Agramer Presse, Kroatische Post in mnogih drugih.
V letih 1885–1886 je izdajal tudi lastni časnik Resni glasovi.
Poleg vsega omenjenega je bil Slanc tudi mecen Ivana Cankarja, o čemer priča trinajst ohranjenih Cankarjevih pisem Slancu, ki jih hrani Knjižnica Mirana Jarca Novo mesto. Iz pisem je razbrati, da je bil Slanc porok Cankarju tudi pri izdaji vseh njegovih knjig, dolg pa je nato Karel Slanc Cankarju odpisal.
Po njem se danes imenuje ulica v Novem mestu.